# Fineu (fill de Belos)

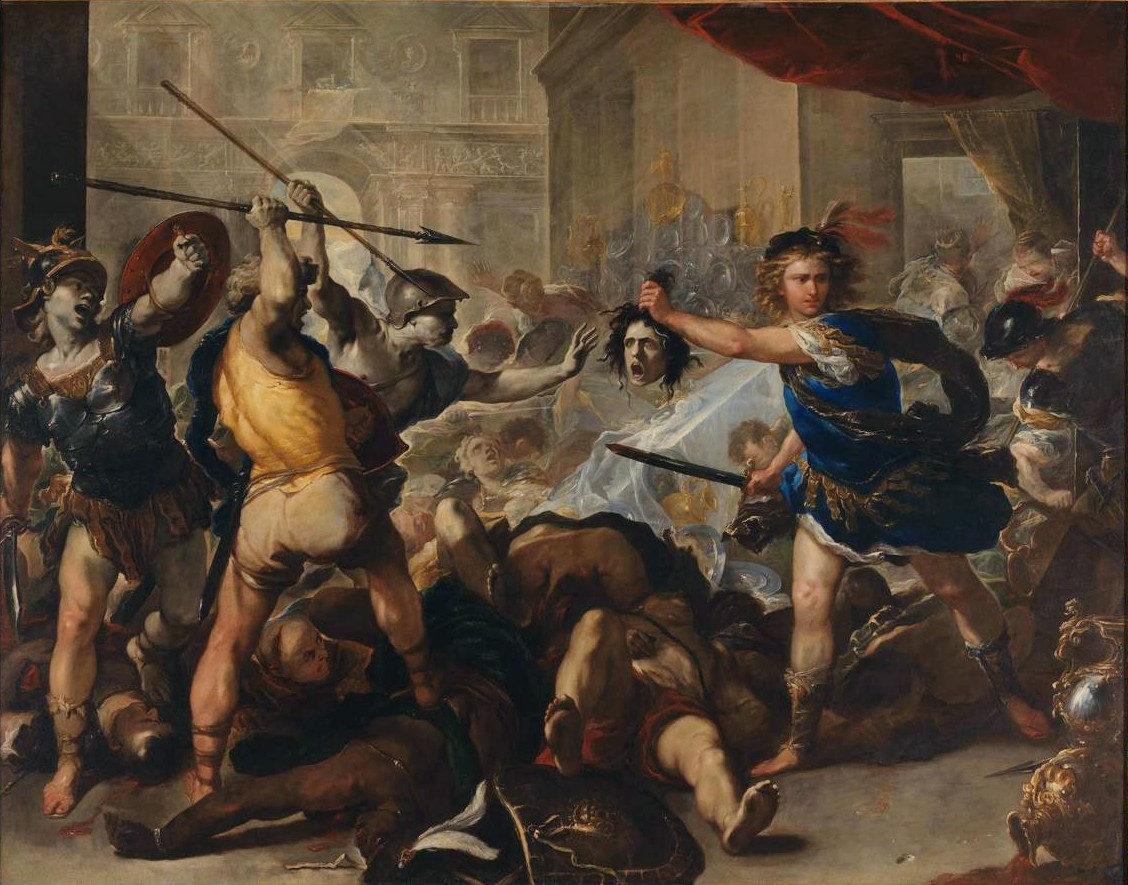
Perseu converteix Fineu i els seus seguidors en pedra (Luca Giordano, segle XVII)

Segons la mitologia grega, Fineu (en grec antic Фινεύς, Fineús) fou un príncep etíop, fill de Belos i d'Anquínoe.
Volia casar-se amb la seua neboda Andròmeda, filla de Cefeu i de Cassiopea, però aquests van concedir la seva mà a Perseu com a recompensa per haver-la salvada. El dia de les noces, Fineu s'aixecà en armes amb una colla de partidaris a la sala gran del seu palau per reclamar els seus drets, però Perseu, mostrant-li el cap de Medusa, el convertí en pedra juntament amb els seus amics.